# I Don't Want to Live Without You
I Don't Want to Live Without You è una ballad dei Foreigner, pubblicata nel marzo del 1988 come secondo singolo estratto dall'album Inside Information (1987).
Negli Stati Uniti, ha raggiunto la quinta posizione della Billboard Hot 100 nel maggio del 1988. È stato il sedicesimo (e ultimo) singolo della band ad entrare nella top 40 in classifica. È inoltre diventata la prima canzone dei Foreigner ad aver raggiunto il primo posto nella Hot Adult Contemporary Tracks. La band era precedentemente entrata nella top 5 di questa classifica due volte, con i singoli Waiting for a Girl Like You (quinto posto nel 1981) e I Want to Know What Love Is (terzo posto nel 1985).
Il portale AllMusic ha osservato che mentre "il risultato finale manca della distintiva carica rock delle vecchie ballate dei Foreigner", il cantante Lou Gramm comunque "fornisce una voce solista che evita istrionismo a favore di una consegna emotiva, ma molto liscia ed i suoi sforzi sono abilmente sostenuti da alcuni cori lussureggianti".

## Tracce
7" Single Atlantic 789 101-7
1. I Don't Want to Live Without You – 4:52
2. Face to Face – 3:53

12" Maxi Atlantic 786 578-0
1. I Don't Want to Live Without You – 4:52
2. Face to Face – 3:535
3. I Don't Want to Live Without You (Remix) – 3:50

## Classifiche
| Classifica (1988)                | Posizione massima |
| -------------------------------- | ----------------- |
| Australia                        | 21                |
| Belgio (Fiandre)                 | 25                |
| Canada                           | 18                |
| Irlanda                          | 29                |
| Paesi Bassi                      | 16                |
| Regno Unito                      | 91                |
| Stati Uniti                      | 5                 |
| Stati Uniti (mainstream rock)    | 18                |
| Stati Uniti (adult contemporary) | 1                 |